# Великий Сардик (річка)
Вели́кий Сарди́к (рос. Большой Сардык) — річка в Удмуртії (Селтинський район), Росія, права притока Кільмезю.
Річка починається за 3 км на північний схід від села Кучер-Копки. Протікає спочатку на північний схід, потім повертає на південний схід, в нижній течії робить значні меандри. Впадає до Кільмезі біля селища Віняшур-Бія. Річка протікає повністю через лісові масиви, приймає декілька дрібних приток, береги заболочені. Русло тричі перетинає Віняшур-Біїнська вузькоколійна залізниця, в нижній течії — автодорога.